# Дипломат
Диплома́т (от др.-греч. δίπλωμα «сложенный вдвое (письменный документ)») — в международном праве официальное лицо, представляющее интересы конкретного государства или полномочной международной организации.
Основными функциями дипломата являются представление и защита интересов его страны и граждан, сбор информации, а также установление дружеских и прочих связей между странами.
Дипломат имеет дипломатический ранг и обладает дипломатическим иммунитетом. Дипломатический ранг не обязательно связан с конкретным занимаемым постом, он представляет собой особый юридический статус, обеспечивающий предоставление дипломату особых прав, среди которых основным является неприкосновенность в период выполнения своих ответственных обязанностей.

## Функции
Одним из основных путей к представлению и защите интересов своей страны является сбор информации о событиях в стране пребывания, которые могут затронуть национальные интересы, представление своему внешнеполитическому ведомству рекомендаций относительно реакции на такие события, и после того как внешнеполитическое ведомство сформулировало свою позицию — доведение её до сведения правительства страны пребывания, участие в переговорах и другие способы проведения внешней политики. Стратегия межгосударственных отношений и конкретные цели формулируются центральным внешнеполитическим аппаратом, но проведение политики зависит от дипломатов, представляющих страну за рубежом. В немалой степени их работа зависит от их личностных качеств, от способности поддерживать личные доверительные связи с различными представителями общества в стране пребывания.

## История
У иудеев, греков, римлян охрана, на которую имели право послы, носила скорее религиозный, нежели юридический характер. Послы поставлены были под покровительство богов и имели значение священных особ (personae sanctae). У иудеев (2 кн. Царств, гл. 10) и персов (по свидетельству Геродота) объявление войны за оскорбление послов было делом обычным.
Сакральный характер посольской неприкосновенности явствует и из тех отрывочных указаний, которые встречаются у римских юристов (Помпония), ораторов (Цицерона) и историков (Тацита и Тита Ливия); сами постановления римского фециального права до нас не дошли. Решение вопроса об оскорблении послов и определение наказания принадлежало в Риме жрецам-фециалам; они же заведовали выдачей виновных оскорбленному государству и совершали при этом известные религиозные обряды.
Юридический характер права и преимущества дипломатических агентов приобрели лишь по установлении постоянных посольств. По вопросу о возникновении постоянных посольств существуют 4 теории. Одни видят прототип их в тех уполномоченных, которых посылали в Рим римские союзники, и которые пользовались известными преимуществами (неподсудность местным судам за долги или прежде совершенные правонарушения), составлявшими содержание juris domum revocandi. Другие возводят постоянных дипломатических агентов к апокризиариям (άποκρισιάριον) θ responsales патриархов и римской курии. С 453 г. до разделения церквей римские епископы имели постоянных представителей при византийском дворе, а в средние века — при дворах западноевропейских государей (во Франции — уже при Хлодвиге); но эти папские легаты в своей двойственной роли представителей духовного верховенства и международных посредников отличались столь своеобразным характером, что не могут быть причислены к дипломатическим агентам в смысле международного права. Во всяком случае, ничем не доказано предположение, что при установлении постоянных посольств светские государи воспользовались примером римской курии. Некоторые ученые возводят начало постоянных миссий к консульскому институту, опираясь при этом на пример возникновения баилата (Bailaggio) венецианского в Константинополе. Четвертая теория видит в установлении постоянных дипломатических органов сознательное нововведение итальянских республик, преимущественно Венеции, а вслед за ними — и монархов Франции и Испании.
Среди итальянских государств постоянные посольства организовались в XV веке, а со времени Фердинанда Католического они из Италии распространяются и по западной и центральной Европе. К концу XVI века современные формы дипломатических сношений вводятся и в северных государствах, где они окончательно утверждаются в XVII веке.
Дипломатические сношения России с западноевропейскими государствами, вследствие замкнутости, свойственной допетровской Руси, начались не по инициативе московского правительства (исключение составляют сношения с Францией). История этих сношений представляет собой процесс постепенного вступления России в семью европейских держав, который завершился реформами Петра. Обмен посольств достиг значительного оживления в XVII веке, а в начале XVIII века Россия стала уже содержать в главных столицах Европы постоянные посольства. Дипломатический корпус был явлением неизвестным Москве, в Петербурге же он явился одновременно с возникновением самой столицы.
К этому времени привилегии дипломатических агентов во всей Европе были доведены до весьма крупных размеров, что отчасти вытекало из теории представительства ими личности их государей, отчасти составляло необходимость при всеобщем произволе администрации и отсутствии правосудия, особенно для иностранцев. Гроций, выставив фикцию экстерриториальности, более подробно развитую Бинкерсгуком, дал притязаниям дипломатических агентов самое широкое обоснование. Неподсудность дипломатических агентов местным судам раньше всего была признана Нидерландами (1679), уничтожившими зато (в 1663 г.) право убежища в посольских домах, приводившее к большим злоупотреблениям. Затем гражданская и уголовная неподсудность дипломатических агентов признана была законом 1708 г. в Дании и парламентским актом 1709 г. в Великобритания; в последней поводом к изданию закона послужил арест за долги русского посла в Лондоне, Андрея Артамоновича Матвеева. Соответствующий закон издан был в 1790 г. в США. В Испании уголовная неподсудность послов признавалась издавна, а право убежища было окончательно отменено лишь законом 1772 г.
В допетровской Руси признавалась неприкосновенность послов (всяк посланник государя своего образ носит), за исключением двух случаев: 1) если они, будучи посланы к другим державам, проезжали через Россию тайно, обманом и без испрошения дозволения; 2) если они были шпионами (а в этом подозревали всякого чужестранного посла). Но эту неприкосновенность должно понимать в смысле общей безопасности (условия о безопасности иногда включались и в трактаты), а не неподсудности. Иностранных послов задерживали и в том случае, если они не платили русским своих долгов, как это случилось с Амвросием Кантарини. Только при Алексее Михайловиче начинает утверждаться мысль о неподсудности послов, а 14 сентября 1708 г. Пётр I, ссылаясь на «всенародное право», издал указ, установивший уголовную и гражданскую неподсудность посланников и их людей, равно как неприкосновенность посольских жилищ (для выемок). В течение XVIII в. указ этот приходилось неоднократно подтверждать. Впрочем, уголовная неподсудность дипломатических агентов признавалась российским правительством с известными ограничениями. В 1718 г. Пётр I арестовал нидерландского резидента Дебие, отобрал у него все бумаги и поставил ему восемь вопросных пунктов, из которых видно, что царь обвинял его не только в неблагоприятных для него донесениях своему правительству, но и в подозрительных сношениях с русскими подданными. По требованию Петра I Дебие был отозван. Воззрения русского правительства XVIII в. на привилегии дипломатических. агентов особенно рельефно выступили в дипломатической переписке по поводу высылки из России в 1744 г. французского посла де ла Шетарди. Петербургский кабинет выставил три основания для преследования дипломатических. агентов; 1) посланники не имеют права насмехаться над качествами государя, при котором они аккредитованы; 2) они не должны составлять политических партий; 3) они не должны посылать своему двору пасквильных донесений.
Первоначально существовали лишь два класса дипломатических агентов: послы (ambassadeurs, legati) и агенты, резиденты (envoyés, ablegati). Во второй половине XVII века вошло в обычай давать дипломатическим агентам первого класса почетный титул «чрезвычайных послов» (ambassadeurs extraordinaires), с которым связаны были некоторые церемониальные преимущества; обычай этот окончательно утвердился в XVIII в., когда редкий посол первого ранга не был «чрезвычайным». Одновременно с этим явились и «чрезвычайные» резиденты (envoyés extraordinaires), которые заявляли притязания на первенство по сравнению с обычными резидентами, тем более, что это последнее звание сильно упало в своем значении, так как с XVII века титул резидента стали покупать у мелких владетельных князей люди, стремившиеся к освобождению от государственных тягот и к занятию высшего положения в обществе.
Таким образом, появились три класса дипломатических агентов, достаточно между собой разграниченные: 1) послы чрезвычайные и обычные, 2) чрезвычайные посланники-резиденты и 3) резиденты. Между вторым и третьим классами церемониальный этикет XVIII в. создал целый ряд представителей с различными титулами, значение которых не было выяснено: просто министров (minisire), министров-резидентов (ministre-résident), полномочных министров (ministre plénipotentiaire), поверенных в делах (chargé d’affaires). Министр был, собственно, общим названием дипломатического агента, без различия классов, в частности же титул этот носили агенты третьего класса; министрами-резидентами назывались в XVIII веке все действительные резиденты, в отличие от титулярных.
В допетровской Руси различались: 1) послы, называвшиеся иногда великими, большими и полномочными, 2) посланники, иначе называвшиеся послами легкими (то есть без большой свиты) и 3) гонцы, или легкие гончики. Классы эти различались, главным образом, по количеству свиты и по размеру получаемого ими в иностранных государствах жалованья; от этого зависела и большая или меньшая торжественность встречи и приема их. Русские послы обычно требовали, чтобы приём их обставлен был такой же торжественностью, с какой в России встречали послов данного государства. Различие русских дипломатических агентов основывалось еще на степени их полномочия. Гонцы были то же самое, что ныне курьеры; хотя они и могли представляться иностранному государю для вручения посланной с ними грамоты, но они не были в ответе, не выслушивали, с ними не было речей. Впрочем и послы русские XVII века не были облечены правом полного представительства, а строго сообразовались с инструкциями, полученными из Посольского приказа, которому они представляли и свои отчеты (статейные списки). Различие между послами, посланниками и гонцами основывалось и на звании и чести лиц, назначаемых в посольство, и на значении того государя, к которому они снаряжались. Большое значение имели соображения экономического свойства: послы отправлялись только к королям шведским и польским, то есть к ближайшим, в страны же более отдаленные, напр. к императору римскому, посылались только посланники. Со времени правления великой княгини Елены, матери Ивана Грозного, было еще в обычае давать послам и посланникам почетный титул наместников разных городов, причем города разделялись на степени: бояре писались наместниками более важных городов, окольничие — менее важных.
Обычай этот вышел из употребления при Петре I, при котором, согласно западноевропейской классификации, стали различать послов, посланников и резидентов; при нем же проникли в Россию и остальные титулы, бывшие в употреблении в Западной Европе. В 1750 г. Варендорф, министр Фридриха II в Петербурге, уведомлял, что императрица, согласно обычаям Франции и Швеции, решила впредь допускать к аудиенции только послов (ambassadeurs), посланников (envoyés) и полномочных министров, простые же министры и резиденты должны будут представлять свои верительные грамоты иностранной коллегии.
Разнообразные титулы, существовавшие в XVIII веке, подавали повод к большим затруднениям. Споры о ранге и председательстве отнимали у дипломатических агентов много времени, приводили к мелочным, безвыходным прениям, а иногда и к серьезным пререканиям. Для устранения этих неудобств Венский конгресс, по инициативе Талейрана, установил следующие три класса дипломатических агентов: 1) нунциев и послов (ambassadeurs), 2) интернунциев, чрезвычайных посланников и полномочных министров (envoyés extraordinaires et ministres plénipotentiaires), просто министров и 3) поверенных в делах (chargés d’affaires). Ахенский протокол от 21 ноября 1818 г. отвел министрам-резидентам место между вторым и третьим классами.
СНК РСФСР от 22 мая (4 июня) 1918 г. издал декрет «Об упразднении рангов дипломатических представителей и об именовании таковых полномочными представителями РСФСР». Он предусматривал отказ от применения в отношении дипломатического корпуса России Венского регламента 1815 г. о рангах дипломатических агентов. Вместо дипломатических рангов послов, посланников и других дипломатических представителей, как российских, так и «всех агентов иностранных государств, аккредитованных при Российской Социалистической Федеративной Советской Республике», вводилось единое для всех звание — «полномочный представитель». Упразднение рангов должно было свидетельствовать о незыблемости для советской власти принципа «полного равенства больших и малых наций» как субъектов международного права, который будет взят на вооружение советской дипломатией уже в эти первые годы её существования. Считалось, что таким образом уничтожался способ поднимать значение одних держав, достойных ранга «посла», и принижать значение других, удостоенных ранга «посланника».